# Ibrahim Hassane Mayaki
Ibrahim Hassani Mayaki (ur. 24 września 1951) – nigerski polityk i urzędnik, premier Nigru od 27 listopada 1997 do 1 stycznia 2000.
Jego ojcem był polityk Amadou Mayaki. Ukończył École Nationale d'Administration Publique w Québecu, a także Université de Paris I, gdzie obronił doktorat z administracji. Od 1978 wykładał administrację i zarządzanie w Nigrze i Wenezueli. Przez 10 lat pracował także w sektorze górniczym.
Od 1996 był ministrem ds. współpracy z Afryką, a następnie ministrem spraw zagranicznych w rządzie Amadou Cissé. 27 listopada 1997 sam przejął funkcję premiera. Po zamachu stanu z kwietnia 1999 z nominacji wojskowego prezydenta Daoudy Malamy Wanké tymczasowo sprawował władzę do czasu przeprowadzenia wyborów.
Po zakończeniu kadencji od 2000 do 2004 był profesorem wizytującym na Université Paris-Sud. W 2000 założył Cercle d'analyse des politiques publiques, think tank zajmujący się sprawami edukacji. W 2004 został dyrektorem Platformy Rozwoju Terenów Wiejskich z siedzibą w Dakarze. W 2010 został kierownikiem programu ekonomicznego NEPAD w ramach Unii Afrykańskiej. W 2016 powołany przez Ban Ki-Moona na członka rady ds. żywienia, a także przez Erika Solheima do komitetu ds. rozwoju w ramach Organizacji Współpracy Gospodarczej i Rozwoju.
Od 1976 żonaty z Marly Perez Marin. Napisał własną autobiografię polityczną. Zna języki angielski, francuski i hiszpański.